# Теперик Андрій Сергійович
Андрі́й Сергі́йович Тепе́рик (30 січня 1997 року, с. Мартове, Печенізький район, Харківська область — 10 квітня 2021 року, сел. Золоте-3, Сєвєродонецький район, Луганська область) — старший солдат, стрілець-снайпер 1-го механізованого взводу 2-ї механізованої роти 1-го механізованого батальйону 92-ї окремої механізованої бригади імені кошового отамана Івана Сірка Збройних сил України, учасник російсько-української війни.

## Із життєпису
Здобув фах плиточника в ліцеї будівельних технологій. Дідусь був військовим, дядько — від початку війни на фронті. Військовий вишкіл проходив у навчальному центрі «Десна», після чого уклав трирічний контракт із збройними силами.
Учасник Антитерористичної операції та Операції об'єднаних сил на території Донецької та Луганської областей з 2017 року. Другий контракт підписав у 2020 році.
Загинув 10 квітня 2021 року, близько 23 години, біля селища Золоте-3, під час ворожого снайперського обстрілу позицій Збройних сил України.
Похований 14 квітня у рідному Мартовому. Залишились батьки та малолітня сестра.

## Нагороди та вшанування
- Указом Президента України № 202/2021 від 20 травня 2021 року «за особисту мужність і самовіддані дії, виявлені у захисті державного суверенітету та територіальної цілісності України» — нагороджений орденом «За мужність» III ступеня (посмертно)[2].